# T. M. Stevens

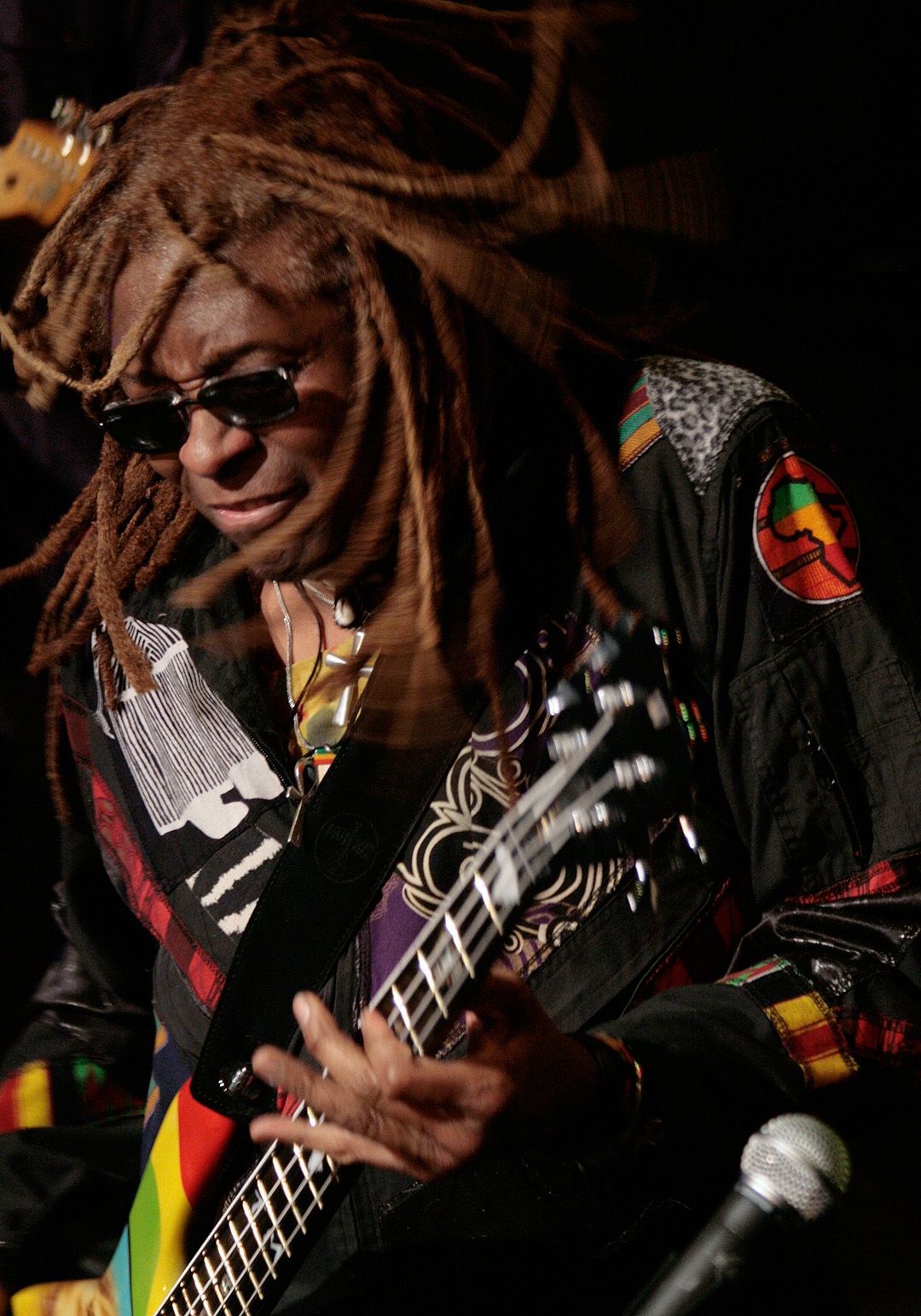
T. M. Stevens (2009)

Thomas Michael „T. M.“ Stevens (* 28. Juli 1951 in New York City; † 10. März 2024) war ein US-amerikanischer Bassist und Sänger und Vertreter des Heavy Metal Funk.

## Leben und Wirken
Stevens war unter anderem Studiomusiker bei James Brown, Joe Cocker, Tina Turner und Steve Vai, Cyndi Lauper, Little Steven und Billy Joel. Er war ein festes Bandmitglied der Pretenders. Einem größeren Publikum wurde er durch zwei markante Bass-Riffs bekannt, zum einen mit Joe Cocker, beim Cover des Bobby-Sharp-Songs Unchain My Heart (1987), zum anderen bei Tina Turners Hit The Best von 1988.
Sein eigentlicher Durchbruch als Musiker kam durch James Brown. Er sang 1985 bei Living in America mit, und auf dem Album Gravity ist Stevens’ Stimme ebenfalls zu hören.
Als Fusion-Musiker arbeitete er mit Miles Davis, mit dem er auch beim Montreux Jazz Festival auftrat. 2004 tourte Stevens mit Jean-Paul Bourelly und dem Drummer John Blackwell (1973–2017). 2007 war er mit den Headhunters unterwegs. Anfang 2009 war Stevens in dem Projekt SocialLibrium mit Bernie Worrell, Gitarrist Blackbyrd McKnight und Cindy Blackman auf Europatournee.
Zeitgleich tourte er zusammen mit Stevie Salas, Dave Abbruzzese (ehemaliger Schlagzeuger von Pearl Jam) und Bernard Fowler (Hintergrundsänger der Rolling Stones) mit dem Projekt The IMF’s (International Motherfuckers), das hauptsächlich in Europa bekannt wurde.
Stevens war auch als Solokünstler aktiv und veröffentlichte 1995 sein erstes Album. Seit 2001 spielte er mit der Shocka Zooloo Band mit Michael „Masterblaster“ Barnes, Gary „Gman“ Sullivan und dem deutschen Drummer Wolf „Wolfman“ Simon aus Essen. Trotz seiner relativen Unbekanntheit als Solokünstler wurde er in Kennerkreisen als einer der technisch versiertesten Bassisten gehandelt. Zu seinen Markenzeichen gehörten schrille und farbenfrohe Outfits, afrikanische Kriegsbemalung im Gesicht und Sonnenbrille.
Seit September 2017 war bekannt, dass Stevens an Demenz im fortgeschrittenen Stadium litt und in einem Pflegeheim in New Jersey versorgt wurde, wo er im März 2024 im Alter von 72 Jahren starb.

## Soloalben von T. M. Stevens
- 1995: Out of Control (Boom); Japan Release
- 1996: Sticky Wicked; Japan Release
- 1996: Only You; Japan Release
- 1996: Ground Zero; Japan Release
- 1997: Black Night – Deep Purple Tribute According to New York
- 1999: Radioactive
- 2001: Limousine Drive (Soundtrack)
- 2001: Shocka Zooloo
- 2007: Africans in the Snow (SPV)